# Alain Horace
Alain Horace, né le 4 décembre 1971, est un ancien footballeur professionnel français qui a joué au poste de milieu de terrain de 1991 à 1999.

## Biographie
Il a commencé sa carrière au FC Mulhouse. Après une période d'essai avec le Hartlepool United Football Club, il signe au Ayr United Football Club en 1996. Horace quitte Ayr United Football Club en 1999 dès suite d'une blessure au ligament croisé.